# Serrat Voltor
El Serrat Voltor és una muntanya de 2.281 metres que es troba entre els municipis de Fígols, Saldes i Vallcebre, a la comarca catalana del Berguedà.
Aquest cim està inclòs al llistat dels 100 cims de la FEEC
És un dels principals cims de la Serra d'Ensija. Al cim podem trobar-hi un vèrtex geodèsic (referència 280087001) en molt mal estat, des del qual hi ha una bona vista panoràmica de tota la vall del Saldes, la serra d'Ensija i la vall de Peguera. Una de les possibles rutes és la que prové del refugi Delgado Úbeda. Als seus vessants neixen L'Estimbador (nord), el Canal Gerdera (nord-est), el Torrent de la Font dels Coms (sud-est) i el Barranc de les Llobateres (nord-oest).